# David Tao
David Tao (chiń. 陶喆), właśc. Tao Xuzhong (chiń. 陶緒忠; ur. 11 lipca 1969 w Hongkongu) – tajwański piosenkarz.

## Dyskografia
| #   | Tytuł angielski | Tytuł chiński | Data wydania     | Wytwórnia        |
| --- | --------------- | ------------- | ---------------- | ---------------- |
| 1st | David Tao       | 陶喆 同名專輯 | 6 grudnia 1997   | Shok Records     |
| 2nd | I'm OK          |               | 10 grudnia 1999  | Shok Records     |
| 3rd | Black Tangerine | 黑色柳丁      | 9 sierpnia 2002  | Shok Records     |
| 4th | The Great Leap  | 太平盛世      | 21 stycznia 2005 | EMI Music Taiwan |
| 5th | Beautiful       | 太美麗        | 4 sierpnia 2006  | EMI Music Taiwan |
| 6th | Opus 69         | 69樂章        | 21 sierpnia 2009 | Gold Typhoon     |
| 7th | Hello Goodbye   | 再見你好嗎    | 11 czerwca 2013  | Seed Music       |

| #   | Tytuł angielski      | Tytuł chiński | Data wydania    | Wytwórnia        |
| --- | -------------------- | ------------- | --------------- | ---------------- |
| 1st | Ultrasound 1997–2003 | 樂之路        | 8 sierpnia 2003 | EMI Music Taiwan |

| #   | Tytuł angielski | Tytuł chiński   | Data wydania     | Wytwórnia    |
| --- | --------------- | --------------- | ---------------- | ------------ |
| 1st | Adoration       | 暗戀 Live特別版 | 15 września 2009 | Gold Typhoon |

| #   | Tytuł angielski                               | Tytuł chiński                                    | Data wydania    | Wytwórnia    |
| --- | --------------------------------------------- | ------------------------------------------------ | --------------- | ------------ |
| 1st | Ultrasound                                    | 十一號產房                                       | 11 lipca 2003   | Shok Records |
| 2nd | Soul Power Live                               | 陶喆現場原音專輯                                 | 20 grudnia 2003 | Shok Records |
| 3rd | Soul Power Live @ Hong Kong                   | 陶喆香港演唱會實況                               | 17 lutego 2004  | Shok Records |
| 4th | David Tao Live 2009 (Shanghai)                | 1.2.3我們都是木頭人 陶喆 世界巡迴演唱會 (上海站) | 27 marca 2009   | Gold Typhoon |
| 5th | Live Again The Glamorous Life 2013 (Shanghai) | 小人物狂想曲 世界巡迴演唱會 (上海站)             | 8 czerwca 2017  | Seed Music   |

## Nagrody i wyróżnienia
| Rok  | Nagroda                   | Nominowane dzieło/artysta                                               | Wynik     | Przypis     |
| ---- | ------------------------- | ----------------------------------------------------------------------- | --------- | ----------- |
| 1998 | Best Mandarin Album       | David Tao                                                               | Nominacja | [ 2 ] [ 3 ] |
| 1998 | Best Male Mandarin Artist | David Tao za album David Tao                                            | Nominacja | [ 2 ] [ 3 ] |
| 1998 | Best Album Producer       | David Tao                                                               | Wygrana   | [ 2 ] [ 3 ] |
| 1998 | Best Composer             | "沙灘" (Blue Moon)                                                      | Nominacja | [ 2 ] [ 3 ] |
| 1998 | Best New Artist           | David Tao za album David Tao                                            | Wygrana   | [ 2 ] [ 3 ] |
| 2000 | Best Mandarin Album       | I'm OK                                                                  | Nominacja | [ 4 ] [ 5 ] |
| 2000 | Best Male Mandarin Artist | David Tao za album I'm OK                                               | Nominacja | [ 4 ] [ 5 ] |
| 2000 | Best Album Producer       | I'm OK                                                                  | Wygrana   | [ 4 ] [ 5 ] |
| 2000 | Best Composer             | "找自己" (Rain)                                                         | Nominacja | [ 4 ] [ 5 ] |
| 2000 | Best Arrangement          | "找自己" (Rain)                                                         | Nominacja | [ 4 ] [ 5 ] |
| 2000 | Best Music Video          | "找自己" (Rain)                                                         | Nominacja | [ 4 ] [ 5 ] |
| 2003 | Best Male Mandarin Artist | David Tao za album Black Tangerine                                      | Nominacja |             |
| 2004 | Best Male Mandarin Artist | David Tao za album Ultrasound 1997–2003                                 | Nominacja |             |
| 2006 | Best Mandarin Album       | The Great Leap                                                          | Wygrana   | [ 6 ]       |
| 2006 | Best Song of the Year     | 孫子兵法 (The Art of War)                                               | Nominacja | [ 6 ]       |
| 2006 | Best Male Mandarin Artist | David Tao za album The Great Leap                                       | Nominacja | [ 6 ]       |
| 2006 | Best Album Producer       | The Great Leap                                                          | Nominacja | [ 6 ]       |
| 2006 | Best Arrangement          | "孫子兵法" (The Art of War)                                             | Nominacja | [ 6 ]       |
| 2006 | Best Music Video          | "鬼" (Ghost)                                                            | Nominacja | [ 6 ]       |
| 2007 | Best Song of the Year     | "今天妳要嫁給我" (Marry Me Today) feat. Jolin Tsai z albumu Beautiful   | Wygrana   | [ 7 ] [ 8 ] |
| 2007 | Best Composer             | David Tao za album "今天妳要嫁給我" (Marry Me Today) z albumu Beautiful | Nominacja | [ 7 ] [ 8 ] |
| 2007 | Best Male Mandarin Artist | David Tao za album Beautiful                                            | Nominacja | [ 7 ] [ 8 ] |
| 2010 | Best Male Mandarin Artist | David Tao za album Opus 69                                              | Wygrana   | [ 9 ]       |

| Rok  | Kategoria                | Nominowane dzieło/artysta         | Wynik   | Przypis |
| ---- | ------------------------ | --------------------------------- | ------- | ------- |
| 2007 | Best Producer            | David Tao                         | Wygrana | [ 10 ]  |
| 2007 | Best Composer            | "似曾相識" (Finally)              | Wygrana | [ 10 ]  |
| 2007 | Best Loved by Audience   | "今天妳要嫁給我" (Marry Me Today) | Wygrana | [ 10 ]  |
| 2007 | Top 10 Songs of the Year | "今天妳要嫁給我" (Marry Me Today) | Wygrana | [ 10 ]  |